# Lutherkerk (Bonn)
De Lutherkerk (Duits: Lutherkirche) is een van de oudste protestantse kerken in Bonn. Het kerkgebouw aan de Reuterstraße in het stadsdeel Poppelsdorf is bekend om haar kerkmuziek en als plaats waar kerk en moderne kunst samenkomen. In 2003 vierde de kerk haar 100-jarig bestaan.
De protestantse gemeente in Bonn werd in 1816 gesticht. Het betrof een kerkgemeenschap in de diaspora en telde slechts 211 leden. Nog voor de officiële Pruisische Unie van Kerken in 1817 vormden de calvinisten en lutheranen in Bonn één kerkelijke gemeente. In 1817 wees de pruisische koning Frederik Willem III van Pruisen de Slotkerk van het Keurvorstelijk Slot toe aan de protestanten. In de periode 1866-1871 bouwden de protestanten de Kruiskerk. Toen met de bouw van de derde kerk, de Lutherkerk, werd begonnen, was de protestantse gemeenschap van Bonn al uitgegroeid tot een zielenaantal van circa 14.500.
Het kerkgebouw werd in 1903 naar het ontwerp van de Berlijnse architecten Johannes Vollmer en Heinrich Jassoy in de stijl van de neorenaissance gebouwd. Opvallend aan het kerkgebouw is de fraaie gevel en de vijf vensters boven het portaal. De 50 meter hoge toren met drie klokken refereert aan de bouw van Duitse kastelen in de hoogrenaissance. Sinds 1949 draagt de kerk de naam "Lutherkerk". Boven het hoofdportaal zijn de woorden Ein feste Burg ist unser Gott aangebracht, de titel van de door Johann Sebastian Bach voor de Hervormingsdag gecomponeerde cantate en het thema van Maarten Luther's favoriete psalm 46.

## Bron
- Informatiebrochure Evangelische Lutherkirche Bonn (PDF)